# Локальный поиск (оптимизация)
Алгоритмы локального поиска — группа алгоритмов, в которых поиск ведется только на основании текущего состояния, а ранее пройденные состояния не учитываются и не запоминаются. Основной целью поиска является не нахождение оптимального пути к целевой точке, а оптимизация некоторой целевой функции, поэтому задачи, решаемые подобными алгоритмами, называют задачами оптимизации. Для описания пространства состояний в таких задачах используют ландшафт пространства состояний, в этом представлении задача сводится к поиску состояния глобального максимума (или минимума) на данном ландшафте.

## Свойства алгоритма
Алгоритм считается полным, если он гарантирует нахождение максимума, и считается оптимальным, если найденный максимум является глобальным.

## Виды алгоритмов оптимизации
К алгоритмам локального поиска и оптимизации относят
- Поиск восхождением к вершине
- Алгоритм имитации отжига
- Генетический алгоритм
- Лучевой поиск